# Ourizona
Ourizona é um município brasileiro do estado do Paraná. Sua população estimada em 2019 é de 3.428 habitantes.

## História
Ourizona foi criado através da Lei Estadual nº4245, de 25 de julho de 1960, desmembrando-se de Mandaguaçu. E instalado em 19 de novembro de 1961.
O nome Ourizona tem origem nas imensas lavouras de café que preenchiam suas terras. À época o café era chamado de ouro verde, dada a riqueza que gerava. Ourizona, então, significa "zona do ouro", imortalizando a homenagem ao ouro verde representado por seus cafezais.

## Geografia
Possui uma área de 176,457 km² representando 0,0885 % do estado, 0,0313 % da região e 0,0021% de todo o território brasileiro. Localiza-se a uma latitude 23°24'18" sul e a uma longitude 52°11'56" oeste, próximo do Trópico de Capricórnio e estando a uma altitude de 525 metros. 
Clima: clima subtropical úmido mesotérmico, verões quentes com tendência de concentração das chuvas (temperatura média superior a 22° C), invernos com geadas pouco frequentes (temperatura média inferior a 18° C), sem estação seca definida.
Bioma: Mata Atlântica

### Demografia
Dados do Censo - 2000
População total: 3.396                 
- Urbana: 2.720
- Rural: 676
- Homens: 1.699
- Mulheres: 1.697

Dados do Censo - 2010
População Total: 3.380
- Urbana: 3.042
- Rural: 338
- Homens: 1.703
- Mulheres: 1.677

Índice de Desenvolvimento Humano
- IDH-Municipal: 0,770
- IDH-Renda: 0,662
- IDH-Longevidade: 0,809
- IDH-Educação: 0,839

### Hidrografia
Rio Ivaí

### Rodovias
PR-552

## Economia
- Agropecuária: 48,64%
- Indústria: 2,63%
- Serviços: 48,73%

## Administração
- Prefeito: Manoel Rodrigo Amado (PMDB) (2017/2020)
- Vice-Prefeito: Paulo Sergio Mulati (PR)
- Presidente da Câmara: Sirlene Rodrigues da Silva Nery (PROS)